# The Privilege of Power
The Privilege of Power —en español: El privilegio del poder— es el séptimo álbum de estudio de la banda estadounidense de heavy metal Riot y fue publicado en el año de 1990 por las discográficas CBS Records y Epic Records en los E.U.A. y en Europa respectivamente.

## Grabación y publicación
En el mes de diciembre de 1988 se comenzaron las grabaciones de un nuevo disco de Riot, el cual se titularía The Privilege of Power y terminaron en septiembre de 1989.  Los trabajos de grabación y mezcla se realizaron en los estudios Greene St. Recording, mientras que la masterización se efectuó en Masterdisk, ambos en la ciudad de Nueva York, Nueva York, Estados Unidos. Se lanzó al mercado estadounidense y europeo cinco meses después.

## Contenido
En el disco existe una sección de viento donde es ejecutada por la banda estadounidense de soul Tower of Power, a la cual acompaña también el trompetista Randy Brecker.
La canción «Racing with the Devil on a Sapnish Highway» es una versión del guitarrista norteamericano Al Di Meola; la melodía original se titula «Race with the Devil on a Spanish Highway».
Joe Lynn Turner, exvocalista de Rainbow y Yngwie Malmsteen contribuye como voz coprincipal en el tema «Killer».

## Crítica
En la reseña de Allmusic dirigida a The Privilege of Power se menciona al principio que «a diferencia de Operation: Mindcrime —álbum de Queensrÿche—, el disco de Riot, The Privilege of Power, trata temas fuera del miedo, paranoia y conspiración, enlistando diez temas que funcionan como una unidad compacta».  James Christopher Monger, editor de Allmusic, calificó con una puntuación de cuatro estrellas de cinco posibles a este material discográfico.
Holger Stratmann de la revista especializada Rock Hard de Alemania le otorgó una calificación de 9.5 puntos de 10.

## Reediciones
La compañía Collectable Records relanzó este álbum en 2003 con el mismo número de canciones que el original, solo que con un diseño de portada un tanto distinto.  Seis años después, Cherry Red Records publicó un compilado de dos CD llamado Thundersteel / The Privilege of Power,  en tanto que en 2013 el sello discográfico alemán SPV Music publicó una edición especial de dos discos de vinilo en el cual se enlistan ambos álbumes mencionados.

## Lista de canciones
| Cara A |                                         |                                  |                       |          |  |
| N.º    | Título                                  | Escritor(es)                     | Traducción al español | Duración |  |
| 1.     | «On Your Knees»                         | Tony Moore / Don Van Stavern     | «De rodillas»         | 6:37     |  |
| 2.     | «Metal Soldiers»                        | Moore / Mark Reale / Van Stavern | «Soldados de metal»   | 6:40     |  |
| 3.     | «Runaway»                               | Moore / Reale                    | «Fugitivo»            | 5:11     |  |
| 4.     | «Killer» (con voces de Joe Lynn Turner) | Moore / Reale / Van Stavern      | «Asesino»             | 4:53     |  |
| 5.     | «Dance of Death»                        | Moore / Van Stavern              | «Baile de la muerte»  | 7:17     |  |

| Cara B |        |              |                       |          |  |
| N.º    | Título | Escritor(es) | Traducción al español | Duración |  |
| 57:52  |        |              |                       |          |  |

## Créditos

### Riot
- Tony Moore — voz
- Mark Reale — guitarra
- Don Van Stavern — bajo
- Bobby Jarzombek — batería

### Músicos adicionales
- Joe Lynn Turner — voz (en la canción «Killer»)
- James ‹Blood› Ulmer — guitarra
- G. E. Smith — guitarra
- T.M. Stevens — bajo
- Bob Held — bajo (en la canción «Little Miss Death»)
- Tower of Power — instrumentos de viento de metal
- Randy Brecker — instrumento de viento de metal
- Jon Faddis — instrumento de viento de metal
- Dave Bargeron — instrumento de viento de metal
- Ron Cuber — instrumento de viento de metal
- Lawrence Feldman — instrumento de viento de metal

### Personal de producción
- Mark Reale — productor
- Steve Loeb — productor y director
- Rod Hui — productor e ingeniero de sonido
- Vince Perazzo — productor ejecutivo
- Nick Sanzano — ingeniero de sonido
- Christopher Shaw — ingeniero de sonido
- Kirk Yano — ingeniero de sonido
- Kenny Almestica — ingeniero asistente
- Dave Swanson — ingeniero asistente
- Jason Vogel — ingeniero asistente
- Don Wood — ingeniero asistente
- Glenn Zimet — ingeniero asistente
- Allen Weinberg — director de arte
- Don Ivan Punchatz — diseño del arte de portada
- Lisa Powers — fotógrafa